# Lac de Corbara

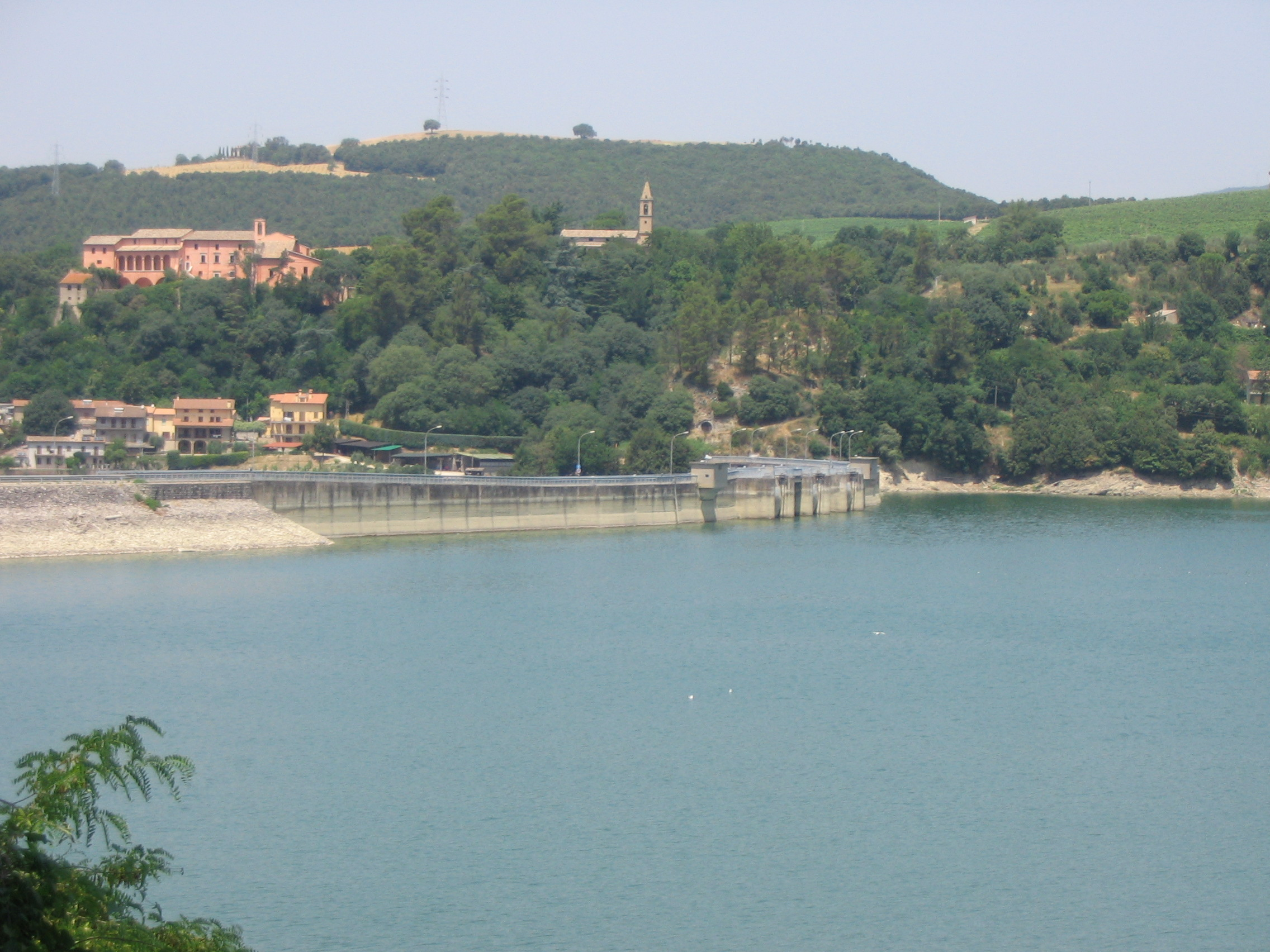
Lac de Corbara - La digue.

Le lac de Corbara (en italien : lago di Corbara) est un lac artificiel du centre de l'Italie. Il est situé dans la province de Terni en Ombrie, aux confins de l'Ombrie et du Latium. Sa superficie est variable.

## Description
Le lac de Corbara est un bassin artificiel réalisé au cours des années 1960 utilisé en tant que barrage hydroélectrique sur le fleuve Tibre. Son nom provient de la frazione de Corbara, localité de la commune d'Orvieto.
Il fait partie avec les territoires avoisinants du parc fluvial du Tibre, zone naturelle protégée de l'Ombrie.

## Géologie et hydrologie
Le lac est caractérisé par ses rives abruptes qui s'étirent à l'intérieur d'une profonde et étroite gorge naturelle jusqu'à Todi (Gola del Forello (it)) et est contourné par sa rive gauche par la « Strada Statale 448 ».

## Économie
Le lac a permis le développement de diverses activités centrées sur le tourisme comme agritourismes, maisons et villages de vacances, country house, hôtel, camping, bed & breakfast, appartaments et résidences.
La zone est productrice de vins renommés tutelés par le « Consorzio di Tutela del Lago di Corbara DOC » (Lago di Corbara (vino) (it)).

## Activités
Dans le bassin sont pratiquées diverses activités sportives, en particulier la pêche et le canotage.
- Canyonisme, spéléologie, pêche sportive, kayak, jogging, tennis.

## Faune aquatique
Poissons : chevesne, rotengle, barbus, vairon, Carassius, tanche, carpe, truite, et Black-bass à grande bouche.